# Montagny-lès-Beaune
Montagny-lès-Beaune település Franciaországban, Côte-d’Or megyében. Lakosainak száma 772 fő (2022. január 1.). Montagny-lès-Beaune Beaune, Merceuil, Sainte-Marie-la-Blanche, Bligny-lès-Beaune és Levernois községekkel határos.

## Népesség
A település népességének változása:
| Lakosok száma | 255  | 610  | 763  | 660  | 658  | 669  | 682  | 747  | 756  | 772  |
|               | 1968 | 1982 | 1990 | 2006 | 2013 | 2015 | 2017 | 2019 | 2020 | 2022 |